# بينتولو
بينتولو (بالإنجليزية: Bintulu)‏ هي معلم جغرافي تقع في ماليزيا في سراوق. يقدر عدد سكانها بـ 208,000 نسمة ومساحتها 2,515 كم2 .

## المناخ
يظهر الجدول التالي التغييرات المناخية على مدار السنة لبينتولو:
| البيانات المناخية لـبينتولو                                                                     | البيانات المناخية لـبينتولو | البيانات المناخية لـبينتولو | البيانات المناخية لـبينتولو | البيانات المناخية لـبينتولو | البيانات المناخية لـبينتولو | البيانات المناخية لـبينتولو | البيانات المناخية لـبينتولو | البيانات المناخية لـبينتولو | البيانات المناخية لـبينتولو | البيانات المناخية لـبينتولو | البيانات المناخية لـبينتولو | البيانات المناخية لـبينتولو | البيانات المناخية لـبينتولو |
| الشهر                                                                                           | يناير                       | فبراير                      | مارس                        | أبريل                       | مايو                        | يونيو                       | يوليو                       | أغسطس                       | سبتمبر                      | أكتوبر                      | نوفمبر                      | ديسمبر                      | المعدل السنوي               |
| ----------------------------------------------------------------------------------------------- | --------------------------- | --------------------------- | --------------------------- | --------------------------- | --------------------------- | --------------------------- | --------------------------- | --------------------------- | --------------------------- | --------------------------- | --------------------------- | --------------------------- | --------------------------- |
| الدرجة القصوى °م (°ف)                                                                           | 34.1 (93.4)                 | 33.7 (92.7)                 | 34.7 (94.5)                 | 36.0 (96.8)                 | 35.6 (96.1)                 | 35.4 (95.7)                 | 35.2 (95.4)                 | 36.3 (97.3)                 | 35.6 (96.1)                 | 34.6 (94.3)                 | 34.0 (93.2)                 | 34.7 (94.5)                 | 36.3 (97.3)                 |
| متوسط درجة الحرارة الكبرى °م (°ف)                                                               | 29.5 (85.1)                 | 29.8 (85.6)                 | 30.4 (86.7)                 | 31.2 (88.2)                 | 31.6 (88.9)                 | 31.7 (89.1)                 | 31.4 (88.5)                 | 31.4 (88.5)                 | 31.0 (87.8)                 | 30.9 (87.6)                 | 30.6 (87.1)                 | 30.2 (86.4)                 | 30.8 (87.4)                 |
| المتوسط اليومي °م (°ف)                                                                          | 25.9 (78.6)                 | 26.1 (79.0)                 | 26.6 (79.9)                 | 27.0 (80.6)                 | 27.2 (81.0)                 | 27.1 (80.8)                 | 26.7 (80.1)                 | 26.8 (80.2)                 | 26.6 (79.9)                 | 26.6 (79.9)                 | 26.3 (79.3)                 | 26.2 (79.2)                 | 26.6 (79.9)                 |
| متوسط درجة الحرارة الصغرى °م (°ف)                                                               | 23.1 (73.6)                 | 23.3 (73.9)                 | 23.5 (74.3)                 | 23.7 (74.7)                 | 23.8 (74.8)                 | 23.5 (74.3)                 | 23.2 (73.8)                 | 23.3 (73.9)                 | 23.3 (73.9)                 | 23.4 (74.1)                 | 23.2 (73.8)                 | 23.2 (73.8)                 | 23.4 (74.1)                 |
| أدنى درجة حرارة °م (°ف)                                                                         | 18.9 (66.0)                 | 19.9 (67.8)                 | 19.4 (66.9)                 | 21.1 (70.0)                 | 21.1 (70.0)                 | 20.0 (68.0)                 | 20.6 (69.1)                 | 20.6 (69.1)                 | 20.6 (69.1)                 | 21.1 (70.0)                 | 19.4 (66.9)                 | 20.0 (68.0)                 | 18.9 (66.0)                 |
| الهطول مم (إنش)                                                                                 | 445.8 (17.55)               | 237.9 (9.37)                | 268.7 (10.58)               | 244.8 (9.64)                | 242.4 (9.54)                | 256.4 (10.09)               | 254.3 (10.01)               | 290.3 (11.43)               | 295.7 (11.64)               | 335.5 (13.21)               | 427.0 (16.81)               | 450.6 (17.74)               | 3٬749٫4 (147.61)            |
| متوسط أيام هطول الأمطار (≥ 1.0 mm)                                                              | 19                          | 14                          | 15                          | 15                          | 13                          | 12                          | 14                          | 15                          | 16                          | 18                          | 20                          | 21                          | 192                         |
| متوسط الرطوبة النسبية (%)                                                                       | 87                          | 87                          | 85                          | 85                          | 85                          | 85                          | 84                          | 85                          | 85                          | 86                          | 85                          | 87                          | 85                          |
| ساعات سطوع الشمس الشهرية                                                                        | 142.1                       | 151.0                       | 178.1                       | 192.9                       | 204.3                       | 201.3                       | 203.5                       | 186.7                       | 171.2                       | 171.2                       | 164.8                       | 163.6                       | 2٬130٫7                     |
| المصدر #1: NOAA                                                                                 |                             |                             |                             |                             |                             |                             |                             |                             |                             |                             |                             |                             |                             |
| المصدر #2: الأرصاد الجوية الألمانية (humidity, 1930–1969), Meteo Climat (record highs and lows) |                             |                             |                             |                             |                             |                             |                             |                             |                             |                             |                             |                             |                             |

## المدن التوأمة
مدينة سينغكوانغ هي مدينة توأمة لـبينتولو.